# Ashley Renee
Ashley Renee (Los Ángeles, California; 22 de mayo de 1965) es una actriz pornográfica, directora, productora, modelo erótica, fetichista y de bondage estadounidense.

## Biografía
Ashley Renee, nombre artístico de Mickey Marsalli, nació en mayo de 1965 en Los Ángeles (California), en una familia de ascendencia italiana y rusa.
Antes de entrar en la industria pornográfica, trabajó a finales de los años 1980 como conejita de Playboy.
Comenzó de joven con su carrera como modelo erótica y fetichista, firmando su primer contrato con MacandBumble, desarrollando su experiencia y carrera con nuevas temáticas con compañías como Danni's Hard Drive y, especialmente, Score Magazine. A partir de aquí, se especializaría en temática BDSM, siendo una de las materias más reseñables el bondage, que sería centro de muchas de sus sesiones fotográficas.
Apareció en reportajes y especiales en revistas masculinas como Club, Easy Rider, Juggs, High Society, Bust Out!, Gent, Fox, Hustler's Busty Beauties o Leg Show, entre otras.
En 1989, a los 24 años de edad, se decantaría por probar suerte en la industria pornográfica, llegando a trabajar para estudios como New Machine, Vivid, Prestige, Gwen Media, Sin City, Dreamland, Anabolic, Video Team, Adam & Eve, Elegant Angel o New Sensations, entre otros muchos.
Fue elegida en los Premios SIGNY como Mejor modelo bondage en 2001, quedando dos veces en segundo puesto en la edición anterior del año 2000 y en 2005.
También debutó como directora, grabando dos películas que protagonizó tituladas Ashley's Web y Bondage Memories.
Algunos títulos reseñables de su filmografía como actriz, muchos destacados por la temática BDSM, son Assume The Position, Babes In Bondage, Bound for Good, Crossing the Limit, Dungeon Dykefest, Hollywood or Bust, Jasmine's Girls, Raw Sex 3, Spy Academy, Wheel of Obsession, MILFs In Bondage o Tower of Lyndon.
Se retiró en 2016 como actriz, con más de 360 películas.

## Premios y nominaciones
| Año  | Ceremonia   | Resultado | Premio                                | Trabajo          |
| ---- | ----------- | --------- | ------------------------------------- | ---------------- |
| 1999 | Premios AVN | Nominada  | Mejor escena de sexo lésbico en grupo | No Man's Land 20 |